# (38066) 1999 FO19
1999 أف أو 19 (ويعرف أيضًا باسم (38066) 1999 أف أو 19 وفق تسمية الكوكب الصغير) (بالإنجليزية: 1999 FO19)‏ هو كويكب ضمن حزام الكويكبات؛ وترتيبه 38066 من حيث الاكتشاف.
اكتُشف هذا الجُرم الفلكي بواسطة مرصد لويل للبحث عن الأجرام القريبة من الأرض في 22 مارس 1999.

## وصلات خارجية
- (38066) 1999 FO19 في قاعدة بيانات مختبر الدفع النفاث لأجرام النظام الشمسي الصغيرة

- الاكتشاف · مخطط المدار ·  العناصر المدارية · المعلمات المادية

- (38066) 1999 FO19 على موقع ويكي سكاي: DSS2, SDSS, GALEX, IRAS, Hydrogen α, X-Ray, Astrophoto, Sky Map, Articles and images